# كهف أوهارا
كهف أوهارا (بالإنجليزية: O'Hara's Cave)‏ هو كهف يقع ضمن أقاليم ما وراء البحار البريطانية في منطقة جبل طارق التابعة للتاج البريطاني.